# جيرمين هيو
جيرمين هيو (بالإنجليزية: Jermaine Hue)‏ هو لاعب كرة قدم جامايكي في مركز الوسط، ولد في 15 يونيو 1978 في Morant Bay ‏ في جامايكا. شارك مع منتخب جامايكا لكرة القدم. أما مع النوادي، فقد لعب مع سبورتينغ كانساس سيتي ونادي هاربور فيو.

## وصلات خارجية
- جيرمين هيو على موقع الاتحاد الدولي (مؤرشف)  (الإنجليزية)
- جيرمين هيو على موقع الدوري الأمريكي (الإنجليزية)
- جيرمين هيو على موقع قاعدة بيانات كرة القدم.إي يو (الإنجليزية)
- جيرمين هيو على موقع ناشيونال فوتبول تيمز (الإنجليزية)
- جيرمين هيو على موقع Soccerbase.com (لاعب) (الإنجليزية)
- جيرمين هيو على موقع عالم كرة القدم.نت (الإنجليزية)